# Hilton (Derbyshire)
Hilton – wieś w Anglii, w hrabstwie Derbyshire, w dystrykcie South Derbyshire. Leży 13 km na południowy zachód od miasta Derby i 184 km na północny zachód od Londynu. W 2001 miejscowość liczyła 3871 mieszkańców.